# Ljusörad honungsfågel
Ljusörad honungsfågel (Myza sarasinorum) är en fågel i familjen honungsfåglar inom ordningen tättingar.

## Utseende och läte
Ljusörad honungsfågel är en medelstor brunaktig tätting med en tydlig och arttypisk vit teckning under ögat. Kroppen är lätt streckad och fläckad. Beståndet på norra Sulawesi har roströd anstrykning. Jämfört med systerarten mörkörad honungsfågel är den större och saknar den artens tydliga vita ögonring. Fågeln är ljudlig, med bland annat ett ihållande gnälligt "kit-kit-kit...".

## Utbredning och systematik
Ljusörad honungsfågel delas in i tre underarter:
- Myza sarasinorum sarasinorum – förekommer i bergen på norra Sulawesi
- Myza sarasinorum chionogenys – förekommer i bergen i norra och centrala och södra Sulawesi
- Myza sarasinorum pholidota – förekommer i bergen i sydöstra Sulawesi

## Levnadssätt
Ljusörad honungsfågel är en bergslevande art som vanligen ses på högre höjd än mörkörad honungsfågel. Den hittas enstaka eller i par i undervegetation i skog eller på hedar, ibland som en del av kringvandrande artblandade flockar.

## Status
Trots det begränsade utbredningsområdet och att den tros minska i antal anses beståndet vara livskraftigt av internationella naturvårdsunionen IUCN.